# Thaumastochloa
Thaumastochloa is een geslacht uit de grassenfamilie (Poaceae). De soorten van dit geslacht komen voor in tropisch Azië en Australazië.

## Soorten
Van het geslacht zijn de volgende soorten bekend:
- Thaumastochloa brassii
- Thaumastochloa heteromorpha
- Thaumastochloa major
- Thaumastochloa monilifera
- Thaumastochloa pubescens
- Thaumastochloa rariflora
- Thaumastochloa rubra
- Thaumastochloa striata